# Kolegiátní kapitula u svatého Mořice v Kroměříži
Kolegiátní kapitula u svatého Mořice v Kroměříži byla založena olomouckým biskupem Brunem ze Schauenburku v roce 1262 po vzoru kapitul v Německu, zejména magdeburské katedrální kapituly, ve které Bruno působil jako kanovník. Podle zůstavitelovy závěti z roku 1267 měla mít kapitula 8 kanovníků a 7 vikářů, což v součtu odpovídá patnácti oltářům v kostele sv. Mořice. První psané stanovy kapituly byly vydány v roce 1802.

## Současní kanovníci
- probošt: Josef Lambor – děkan v Kroměříži (kanovníkem a proboštem od 1. července 2011)
- děkan kapituly: Mons. Mgr. Vojtěch Šíma (kanovníkem od 1. července 2010)
- Josef Říha – farář v Uherském Hradišti a děkan tamního děkanátu (kanovníkem od 15. března 1997, proboštem kapituly v letech 1993–2011)
- Mgr. Arnošt Červinka – farní vikář ve Vizovicích (kanovníkem od 15. března 1997)

## Bývalí kanovníci
- Cyril Bařinka
- Alois Buřinský (1829–1897)[1]
- ThDr. Antonín Theodor Colloredo-Waldsee (17. července 1729 – 12. září 1811, proboštem od roku 1766)
- Mikuláš František Faber (?–1673), český duchovní a hudební skladatel
- František Fučík
- Tomáš Groeger
- Alois Hlavinka (1852–1931) kněz, středoškolský profesor, básník a filolog[2]
- Julius Chodníček (6. února 1837 – 17. srpna 1895, kanovníkem od roku 1887)[3]
- Ladislav Janča
- Alois Jargus – kněz na odpočinku v Kroměříži (kanovníkem od 22. března 2002, zemřel 25. května 2013[4])
- František Koupil
- Ignác Künstler
- Bonifác Segeťa
- Antonín Cyril Stojan (22. května 1851 – 29. září 1923, proboštem v letech 1908–1917)
- František Valoušek

## Čestní kanovníci
- Bohumír Bunža (17. březen 1877 – 17. října 1950) – čestný kanovník
- Albert Jadrníček (6. února 1879 – 29. března 1968, čestným kanovníkem od roku 1947)
- Mons. ThDr. JUDr. Josef Ryška (20. května 1915 – 22. října 2006) – čestný kanovník
- Rudolf Adámek (1. listopadu 1923 – 29. ledna 2009) – čestný kanovník
- Mons. Josef Veselý (28. července 1929 – 5. února 2010) – čestný kanovník
- František Adamec (28. února 1922 – 15. listopadu 2011) – čestným kanovníkem od 14. dubna 2000
- Mgr. Blažej Müller SDB – výpomocný duchovní ve Vranovicích (čestným kanovníkem od 31. srpna 1978, zemřel 11. 11. 2014)
- Stanislav Vaněk – kněz, dožil na odpočinku ve Šternberku (čestným kanovníkem od 1. ledna 1986)[5]
- Mons. Erich Pepřík – kněz, dožil na odpočinku v Kroměříži (čestným kanovníkem od 19. prosince 1989, zemřel 9. 4. 2017)
- Radim Hložánka – farář v Mistříně (čestným kanovníkem od 22. března 2002, zemřel 28. 1. 2017)
- Alois Kotek – farář ve Vrchoslavicích (čestným kanovníkem od 30. března 2007, zemřel 19. 3. 2013)
- Jan Mareček – kněz na odpočinku v Boršicích (čestným kanovníkem od 14. března 2008, zemřel 8. 7. 2013)
- Alois Šebela – kněz (26. leden 1880 – 12. února 1942) – čestným kanovníkem od března 1941
- Josef Střída (1909 – 1998) – farář v Prostějově-Vrahovicích, od 7. 7. 1997, č. j. 161/1997[6]
- Jaroslav Nesvadba (čestným kanovníkem od 29. února 2008)